# Лебедев, Иван Владимирович
Иван Владимирович Лебедев (8 мая 1879, Санкт-Петербург — 1950, Свердловск), также известен как Дядя Ваня — русский и советский профессиональный борец и промоутер.
Спортивную карьеру начал в 1896 году в Санкт-Петербурге у доктора Владислава Краевского, где занимался тяжелой атлетикой, позже стал профессиональным борцом и тренером. С 1905 года — крупнейший в России арбитр и организатор чемпионатов. С 1912 года издавал журнал «Геркулес» о спорте и здоровом образе жизни.

## Биография
Учился в Седьмой Санкт-Петербургской гимназии. В старших классах увлёкся атлетизмом и достиг в этом больших успехов. Он хотел стать сильным, чтобы защищаться от оскорблений и издевательств, которым мог подвергаться, как незаконнорождённый. Свой спортивный путь начал в 1896 году в кружке доктора Владислава Краевского, под руководством которого стал гиревиком-рекордсменом и тренером.
Позже в своей книге «Тяжёлая атлетика» И. Лебедев написал:

Если доктор В. Ф. Краевский — был «отцом русской атлетики», то граф Г. И. Рибопьер был её «кормильцем».

В 1901 году студент юридического факультета Петербургского университета И. Лебедев обратился к ректору с проектом организации в высших учебных заведениях занятий спортом. Проект был утверждён Министерством народного просвещения, в университете открылись первые курсы физического развития. Этот день следует считать датой возникновения спорта в высших учебных заведениях России. Заведующим университетских курсов и преподавателем назначили студента Лебедева, которого с тех пор стали называть «профессором атлетики». Затем стали организовываться кружки в других университетах и институтах; при содействии Лебедева — в политехническом и лесном институтах, а также академии. По подсчётам 1912 года через Лебедева прошло порядка 10 тысяч учеников.
С 1905 года — крупнейший арбитр и организатор чемпионатов греко-римской (классической) борьбы. Лебедев создал русский чемпионат, ввёл парад борцов, музыкальное сопровождение, амплуа борцов («под маской», «герой», «комик», «злодей» и другие), включал в состав жюри представителей публики и прессы, изменил функцию арбитра, ставшего своеобразным конферансье. Он сам реализовывал образ самобытного славянофильского арбитра из народа — в картузе, поддёвке и сапогах, был не только профессионально опытным судьёй, но и своеобразным посредником между борцами и зрителями.

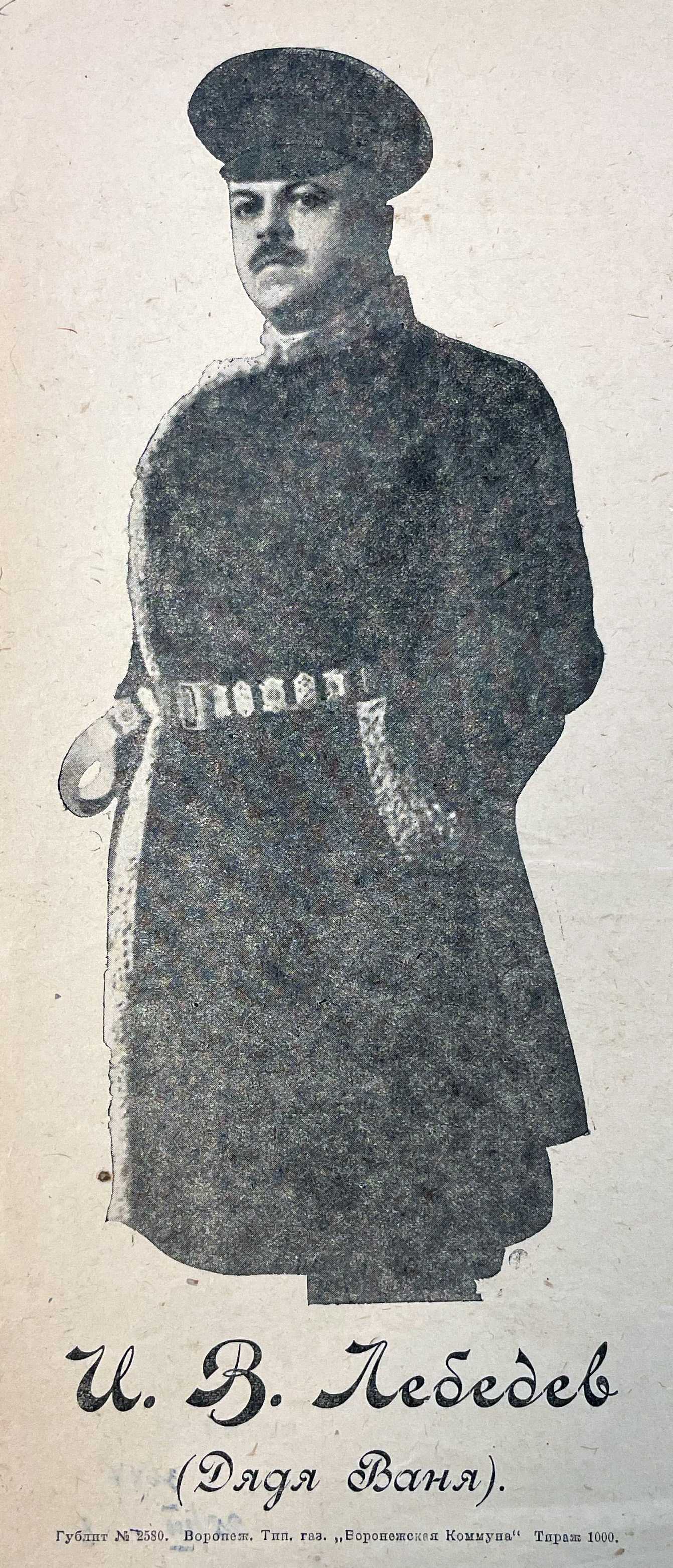
Иван Лебедев

В 1910 году в память доктора В. Ф. Краевского и юбилея тяжёлой атлетики в России И. В. Лебедев основал школу «исключительно сильных людей» и был избран её почётным председателем.
В 1912 году И. В. Лебедев передал свою школу обществу «Санитас», так как не мог больше лично руководить ею.

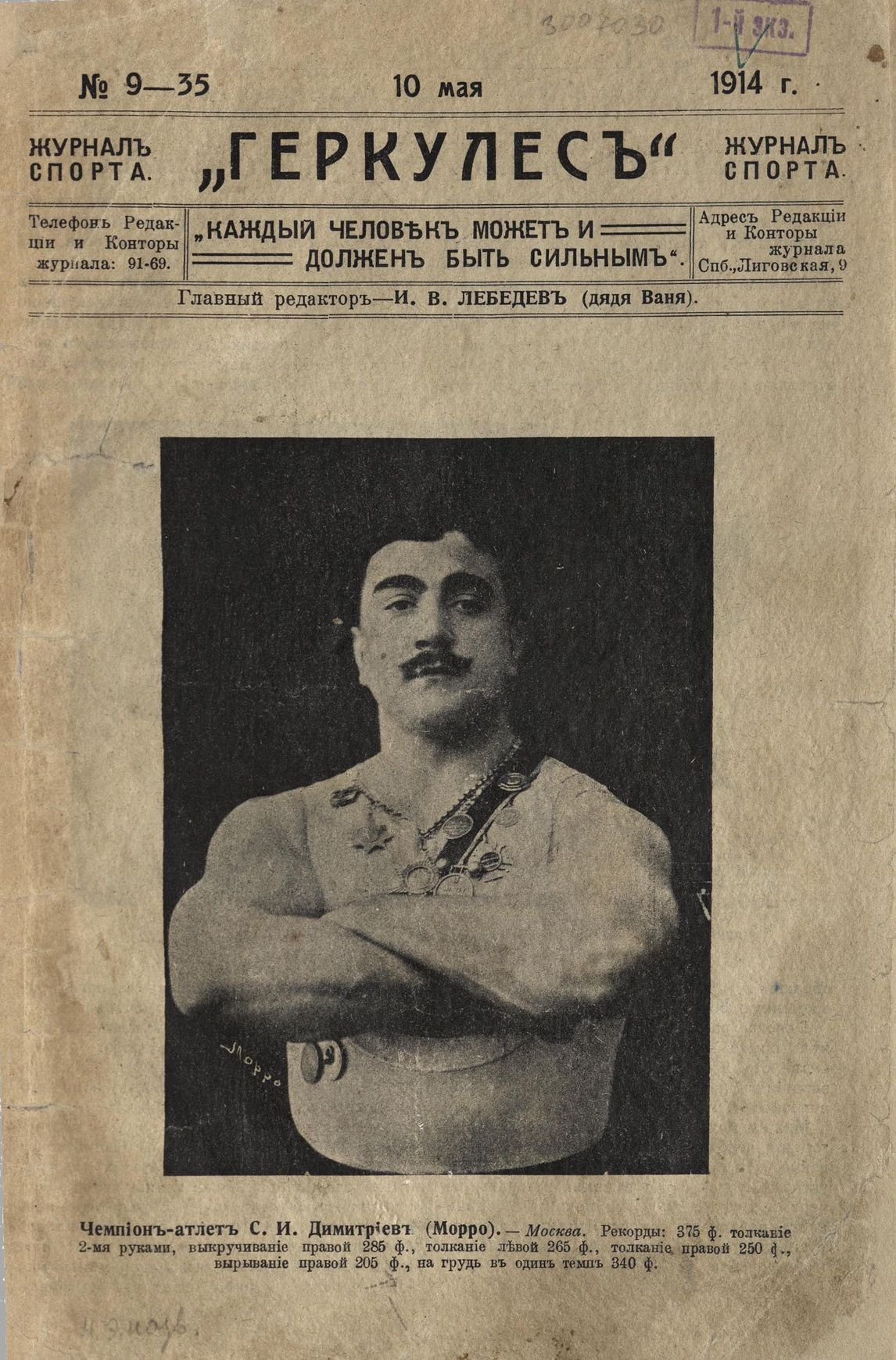
Журнал «Геркулес», № 9-35, 10 мая 1914

В 1912—1917 годах Лебедев издавал выходивший раз в две недели иллюстрированный журнал спорта «Геркулес», лозунгом которого было: «Каждый может и должен быть сильным». Тираж журнала был по тому времени колоссальным. Журнал печатал материалы не только о тяжёлой атлетике, но и о других видах спорта. Писал он и о спортивной жизни любителей и профессионалов, помещал портреты деятелей спорта, печатал корреспонденцию из провинции, хронику зарубежного спорта. Журнал знакомил читателей с рассказами о спорте и цирке русских и иностранных писателей. Сотрудниками журнала были крупные спортсмены того времени: А. Анохин, Л. Чаплинский, А. Петров и другие, писатели Александр Куприн и Александр Грин. Из иностранных авторов печатали Джека Лондона и Артур Конан Дойла. В числе художников, привлечённых к работе в журнале, был В. С. Сварог. Обложка журнала, изображающая античного Геркулеса, была сделана И. Г. Мясоедовым, атлетом, боровшимся в провинции; был и сотрудничавший с журналом художник С. Ф. Колесников.
В 1920—1921 годах Лебедев создал в Одессе «Дворец искусств и спорта». Был наставником известного борца из Шацка — И. И. Чуфистова, а также Б. А. Евлоева из Ингушетии.
В декабре 1945 года, как старейший спортсмен, «дядя Ваня» был командирован Спорткомитетом в Ленинград для участия в празднике русского тяжелоатлетического спорта. В президиум торжественного собрания были избраны старейшие русские борцы: Иван Заикин, Клементий Буль и Иван Лебедев. Выступление последнего, по свидетельству участников вечера, было самым ярким.
Последние годы жил в Свердловске, работал в спортивном обществе «Локомотив» Свердловской железной дороги. Тренировал будущего чемпиона мира и призёра Олимпийских игр Николая Саксонова.
Скончался 28 июля 1950 года.
За свою многолетнюю плодотворною тренерскую деятельность И. В. Лебедев неоднократно награждался; ему присвоено звание «Отличник физической культуры», «Почетный железнодорожник» (1946).

### Семья
Был женат, дочь Ольга.

## Публикации
- Лебедев И. В. «Тяжёлая атлетика»: Руководство, как развить свою силу упражняясь тяжёлыми гирями / проф. атлетики И. В. Лебедев (Дядя Ваня); рис. к упражнениям исполнены худ. В. Н. Шемякиным, С. П. Лебедевым. — Пг.: В. И. Губинский, 1916. — 205, [3] с.: ил.
- Лебедев И. В. «Сила и здоровье. Руководство, как сделаться сильным и здоровым человеком». Изд-во: И. В. Губинского; Изд-е 2-е, доп., 1912. — 148 с.

## В культуре
В фильме 1985 года «Знай наших!» роль Лебедева исполнил двукратный бронзовый призёр чемпионатов СССР по классической борьбе Алексей Ванин.